# Тиберий Корунканий
Тибе́рий Корунка́ний (лат. Tiberius Coruncanius; умер, предположительно, в 243 году до н. э.) — древнеримский политик, военачальник и юрист, консул 280 года до н. э.

## Биография
Корунканий происходил из неименитого плебейского рода; благодаря одному сохранившемуся фрагменту из Капитолийских фаст известно, что его отец и дед носили один и тот же преномен — Тиберий. Консул в 280 году до н. э., командовавший римскими войсками в войнах с этрусками и Пирром. Первым из плебеев стал (в 254 или 253 году) великим понтификом. Умер, предположительно, в 243 году до н. э.
Знаменит в истории римского права тем, что, по свидетельству Секста Помпония, первым стал публично давать советы гражданам относительно их юридических споров и, таким образом, содействовал разрушению тайны, которой покрывали понтифики свои знания о праве.